# Rob Baan
Robert (Rob) Baan (Rotterdam, 1 april 1943) is een Nederlands sportbestuurder en voormalig voetbaltrainer. Hij was onder meer trainer van FC VVV, Roda JC en FC Twente, assistent-trainer van PSV en assistent- en interim-coach van het Nederlands elftal. Met FC Den Haag (1986) en Cambuur Leeuwarden (1992) werd Baan kampioen van de Nederlandse Eerste divisie.

## Loopbaan
Baan voetbalde in de jaren zestig voor de jeugd van Sparta en de amateurvereniging RFC Rotterdam. Hij verlegde zijn aandacht naar het trainerschap, doorliep het CIOS en volgde de trainersopleiding van de KNVB. In 1965 werd hij jeugdtrainer bij Fortuna Vlaardingen en vanaf 1966 was hij jeugd- en assistent-trainer bij ADO. Bij ADO had hij te maken met hoofdtrainers Ernst Happel en Václav Ježek. In 1972 werd hij als hoofdtrainer bij eerstedivisionist FC VVV aangesteld. Onder Baan transformeerde VVV in enkele seizoenen van een ploeg die in de onderste regionen bivakkeerde naar een ploeg die in de top van de Eerste divisie meestreed. Na een vijfde plaats in 1975, werd VVV in 1976 tweede achter kampioen Haarlem. Via de nacompetitie werd promotie naar de Eredivisie afgedwongen.
In 1978 verruilde Baan VVV voor de KNVB. Hij werd assistent-bondscoach onder Jan Zwartkruis en gaf les aan de trainersopleiding van de KNVB. Nadat Zwartkruis in januari 1981 zijn ontslag nam, was Baan korte tijd als interim-trainer de eindverantwoordelijke voor het Nederlands elftal. In de eerste interland onder zijn leiding, thuis tegen Cyprus in februari 1981, baarde hij opzien door in zijn selectie geen spelers van Ajax op te nemen. In de opstelling stonden Romeo Zondervan en zeven spelers van AZ'67 (John Metgod, Spelbos, Hovenkamp; Arntz, Peters, Jonker; Pier Tol). Nederland won met 3-0. Bij de volgende interland, op 25 maart 1981 tegen Frankrijk (1-0 zege), zat de nieuwe bondscoach Kees Rijvers op de bank, hoewel zijn contract nog niet formeel was ingegaan. Op 29 april 1981 mocht Baan vervolgens weer de honneurs waarnemen, in een met 0-1 gewonnen wedstrijd in en tegen Cyprus. Vanaf 1 juli 1981 was Baan weer assistent, onder Rijvers.
In 1983 verliet Baan de KNVB om trainer te worden van FC Den Haag. Met dit team werd hij in 1986 ongeslagen kampioen van de Eerste divisie. Op het moment van het kampioenschap was al bekend dat Baan, op de schopstoel sinds het aantreden van Dé Stoop als nieuwe voorzitter in 1984, FC Den Haag zou verruilen voor Roda JC. Met dit team werd hij in 1987 vierde in de Eredivisie. Het seizoen daarop presteerde Roda teleurstellend, hoewel het zich uiteindelijk als verliezend finalist in de KNVB beker voor Europees voetbal zou plaatsen. In het najaar van 1987 werd Baan doorgeschoven naar de functie technisch directeur en werd Rob Jacobs tijdelijk aangesteld als trainer. De aangekondigde komst van Jan Reker als nieuwe trainer van Roda JC, deed Baan in februari 1988 besluiten een contract als trainer voor het nieuwe seizoen bij Sparta te tekenen. Deze overgang werd in maart 1988 versneld doorgevoerd nadat Sparta Barry Hughes had ontslagen.
De aspiraties van de club om mee te doen in de subtop van de Eredivisie, kon Baan bij Sparta niet waarmaken. Het team eindigde in 1988, 1989 en 1990 als twaalfde. Het in 1990 aflopende contract van de trainer werd niet verlengd en Baan verhuisde naar eerstedivisionist Cambuur Leeuwarden. In het eerste seizoen onder Baan was Cambuur nog een middenmoter, maar in het tweede seizoen werd de club en promoveerde naar de Eredivisie. Baan had inmiddels een driejarig contract bij FC Twente getekend, waar hij de opvolger werd van Theo Vonk. FC Twente werd zowel in 1993 als 1994 vijfde en plaatste zich beide keren voor Europees voetbal. Desondanks werd het nog doorlopende contract in 1994 afgekocht. Baan trad in dienst bij Excelsior, waarmee hij in seizoen 1994/95 derde werd in de Eerste divisie. Vanaf 1995 was hij assistent-trainer onder Dick Advocaat bij PSV.
Op 1 januari 1998 maakte Baan de overstap van PSV naar Feyenoord, waar hij bestuurslid technische zaken en later technisch directeur werd. In deze periode won Feyenoord in 1999 het landskampioenschap en in 2002 de UEFA Cup. In december 2003 werd Baan door clubvoorzitter Jorien van den Herik vanwege teleurstellende resultaten aan de kant geschoven en vervangen door Mark Wotte. Hij was vervolgens één seizoen technisch directeur van Al-Jazira in de Verenigde Arabische Emiraten. Daarna had hij anderhalf seizoen dezelfde functie bij ADO Den Haag. Per 1 januari 2007 trad hij als technisch directeur in dienst van de Australische voetbalbond. Hij hield zich in deze functie onder andere bezig met de jeugdteams van het land en coachte het Olympisch elftal in de eerste kwalificatieronde. In november 2007 zat hij eenmaal als trainer op de bank van Australië, in een met 1-0 gewonnen wedstrijd tegen Nigeria.
In juni 2010 is Baan technisch commissaris bij Sparta geworden waar hij begin oktober 2011 de club verliet om als Technisch directeur aan de slag te gaan voor de Indiase voetbalbond, All Indian Football Federation (AIFF). PSV en haar hoofdsponsor Philips hadden een samenwerkingsovereenkomst met de AIFF en hebben Baan gevraagd het Nationale voetbal naar een hoger plan te trekken. Aldaar aan het werk heeft Baan in juni 2012 oud betaald voetballer, Wim Koevermans naar India gehaald als bondscoach. Samen richtten zij zich op het binnenhalen van de organisatie van een wereldkampioenschap. In 2017 heeft India de organisatie van het WK onder 17-jarigen.